# Račín (okres Žďár nad Sázavou)
Račín (německy Ratschin) je obec v okrese Žďár nad Sázavou v Kraji Vysočina. Žije zde 143 obyvatel.

## Historie
První písemná zmínka o obci pochází z roku 1654. Od 1. července 1980 do 31. prosince 1991 byla obec součástí města Žďár nad Sázavou.

## Geografie

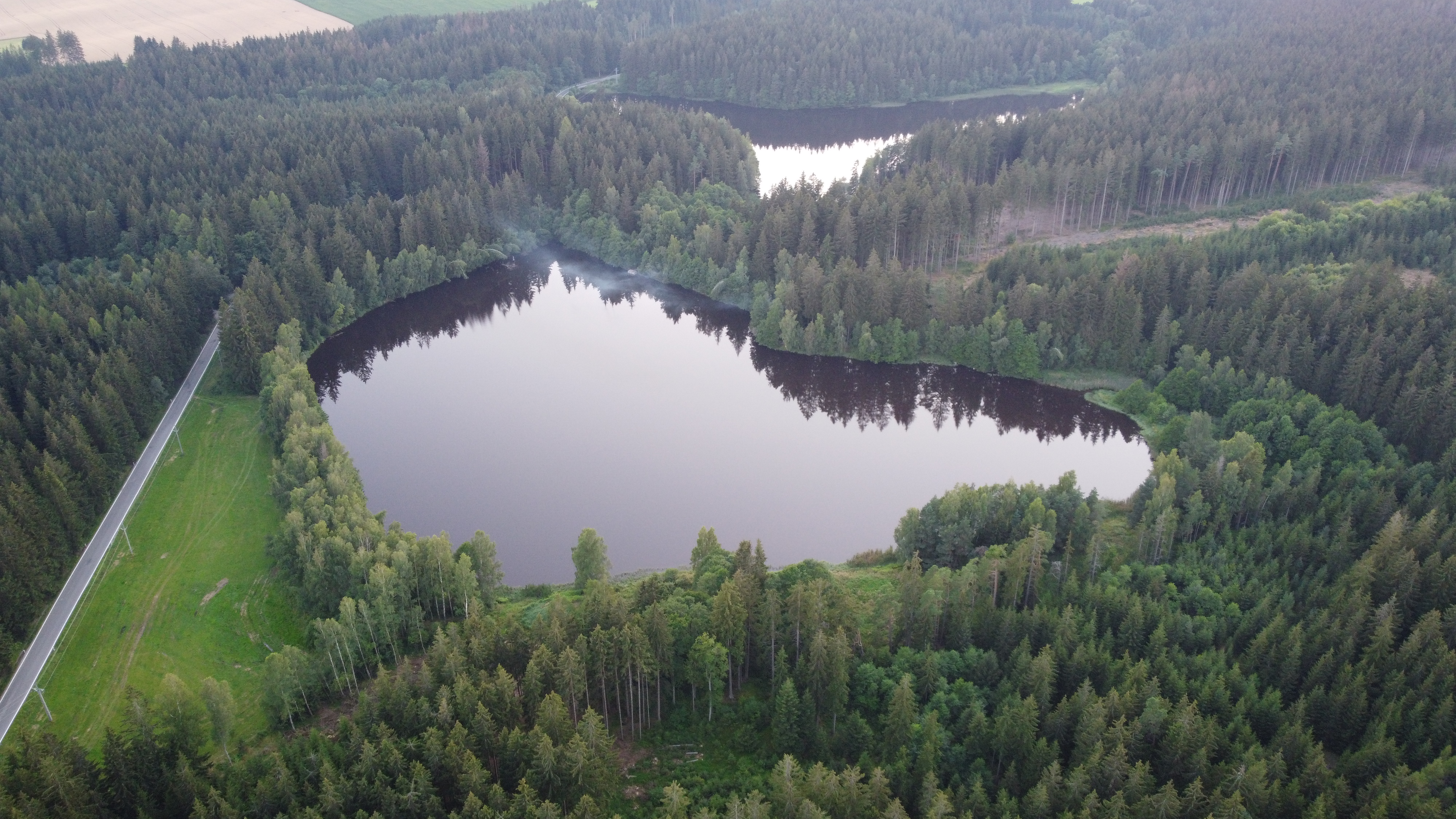
Rybníky západně od obce

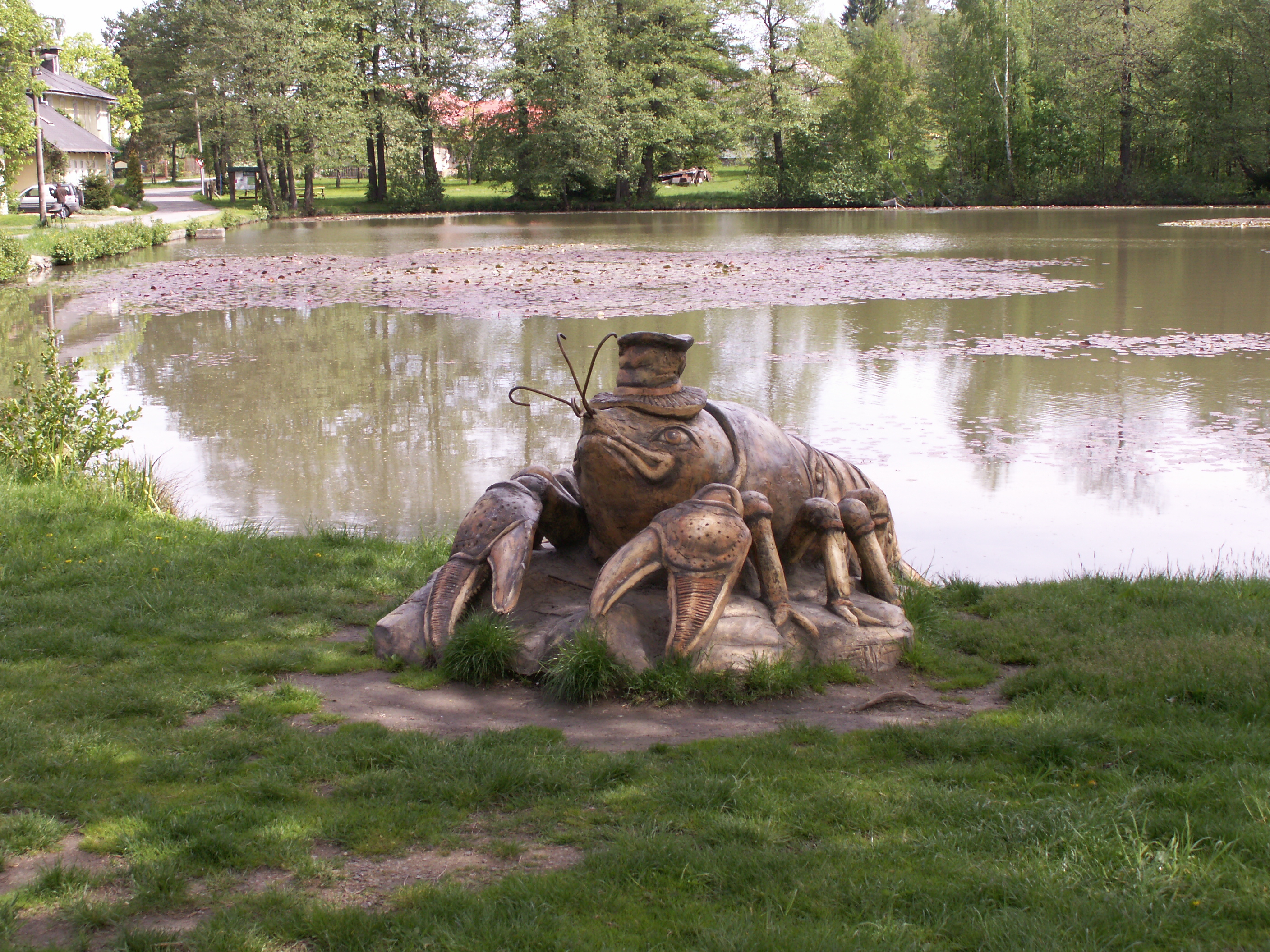
Rak u rybníka na návsi

Račín se nachází na jihozápadě Žďárských vrchů. Východně od něj se vypíná Kamenný vrch s nadmořskou výškou 690 metrů. Na severovýchodě se rozkládá Velké Dářko a Nový rybník, západně od obce Nadvepřovský rybník a Vepřovský nový rybník. Přímo v obci jsou rybníky Jordán a Pijáček.
Sousedními obcemi jsou Hluboká a Radostín na severu, Karlov, Škrdlovice na severovýchodě, Nový Mlýn a Světnov na východě, Polnička na jihovýchodě, Hamry nad Sázavou, Najdek a Samotín na jihu, Bambouch, Velká Losenice a Branty na jihozápadě, Vepřová na západě a Havlíčkova Borová a Peršíkov na severovýchodě.

## Obyvatelstvo

### Počet obyvatel
Počet obyvatel je uváděn za Račín podle výsledků sčítání lidu včetně místních části, které k nim v konkrétní době patří. Je patrné, že stejně jako v jiných menších obcích Česka počet obyvatel v posledních letech roste. V celé račínské aglomeraci nicméně žije necelých 200 obyvatel.
| 1869 | 1880 | 1890 | 1900 | 1910 | 1921 | 1930 | 1950 | 1961 | 1970 | 1980 | 1991 | 2001 | 2011 |
| ---- | ---- | ---- | ---- | ---- | ---- | ---- | ---- | ---- | ---- | ---- | ---- | ---- | ---- |
| 194  | 166  | 165  | 156  | 175  | 150  | 137  | 116  | 138  | 128  | 114  | 91   | 87   | 118  |

| 1869 | 1880 | 1890 | 1900 | 1910 | 1921 | 1930 | 1950 | 1961 | 1970 | 1980 | 1991 | 2001 | 2011 |
| ---- | ---- | ---- | ---- | ---- | ---- | ---- | ---- | ---- | ---- | ---- | ---- | ---- | ---- |
| 16   | 16   | 16   | 16   | 18   | 19   | 25   | 31   | 32   | 34   | 33   | 33   | 39   | 47   |

## Doprava
Do obce vede přes obci Vepřová uprostřed Žďárských vrchů silnice silnice II/350, skrz pláň polí a lesy až do Račína, kde silnice dál pokračuje k obci Polnička.

### Turistika
Městem vedou cyklotrasy č. 2 Račín - Nížkov – Nové Dvory – Pořežín – Velké Losenice a další
Územím města vedou turistické trasy:
- Nížkov zastávka - Nové Dvory - Pořežín - Velké Losenice - Račín - Velké Dářko - Škrdlovice - Světnov.
- Synkův kopec - Žďar nad Sázavou